# Raffaellino da Reggio
Raffaello Motta, detto Raffaellino da Reggio (Codemondo, 1550 – Roma, 1578), è stato un pittore italiano.

## Biografia

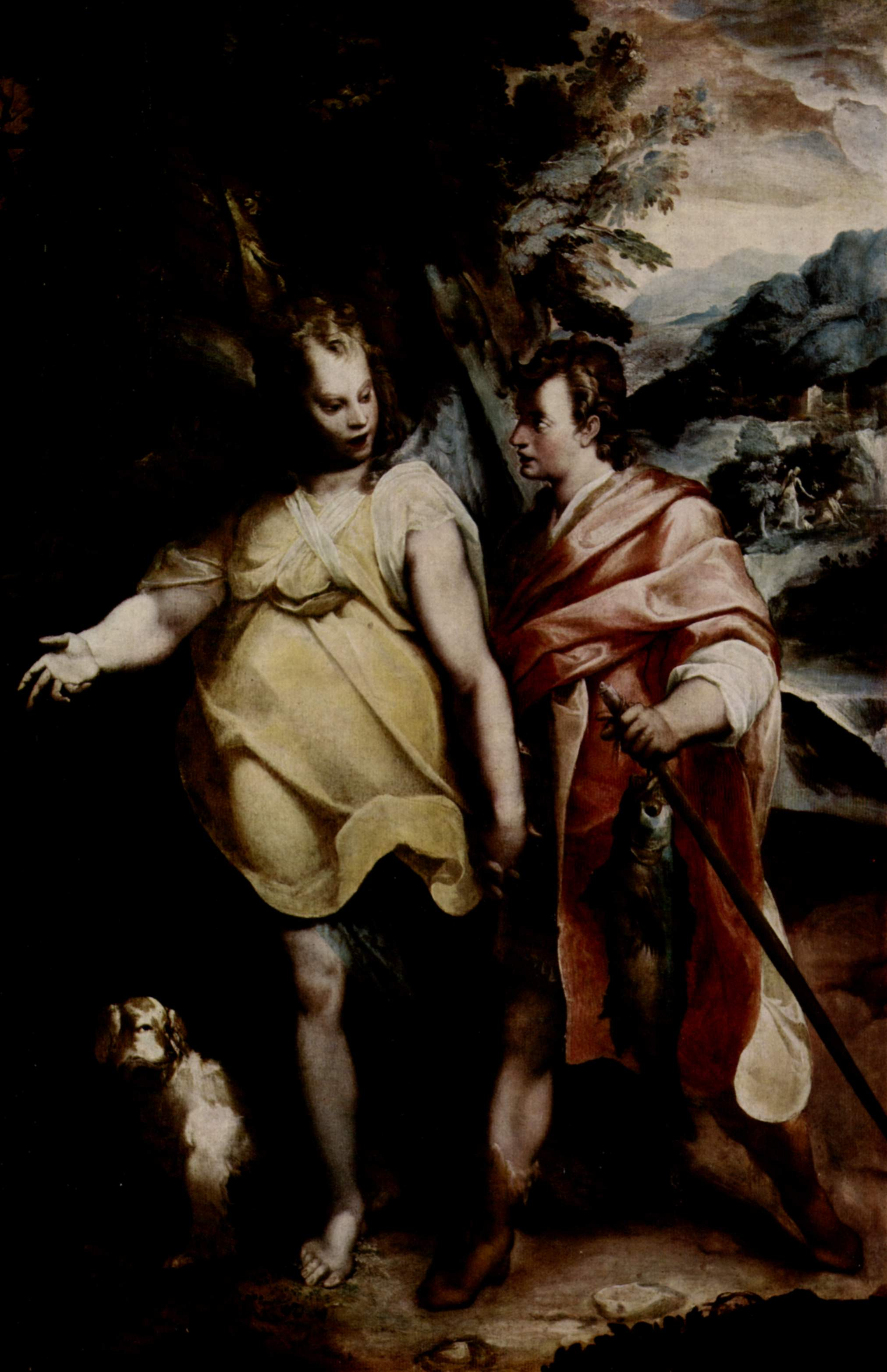
Tobiolo e l'angelo

Nacque a Codemondo, borgo a pochi chilometri da Reggio Emilia, e con ogni probabilità fu allievo di Lelio Orsi a Novellara.
Nel 1572 iniziò a lavorare a Roma, lavorando soprattutto alla decorazione di facciate e seguendo in un primo tempo i modelli del manierismo emiliano con affreschi ai Santi Quattro Coronati assai affini all'opera di Lelio Orsi.
Dal 1574-1575 lavorò nel palazzo Farnese di Caprarola quale aiuto di Giovanni de Vecchi e alla Chiesa di San Silvestro al Quirinale, adeguandosi ai modi decorativi dell'ambiente romano.
Fra i suoi rari dipinti a olio si ricordano Tobiolo e l'angelo (Roma, Galleria Borghese) e la Sacra Famiglia (Varsavia, Museo).